# Porte de Vanves (metropolitana di Parigi)
Porte de Vanves è una stazione della linea 13 della metropolitana di Parigi.

## La stazione

### Ubicazione
La stazione è situata al disotto dell'avenue de la Porte de Vanves.

### Storia
- 21 gennaio 1937: apertura della stazione che all'epoca era il capolinea della Linea 13 già antica Linea 14 (Porte de Vanves - Invalides);
- 9 novembre 1976: con il prolungamento a Châtillon - Montrouge, la stazione divenne stazione di transito sulla Linea 13.

## Interconnessioni
- Bus RATP - 58, 95, 191
- Bus notturno - N63